# Zitronenstelze
Die Zitronenstelze (Motacilla citreola) ist eine Singvogelart aus der Familie der Stelzen und Pieper. Namensgebend ist die lebhaft zitronengelbe Färbung des Kopfes im Prachtkleid. Das Verbreitungsgebiet der Art reicht von Osteuropa, Nordwest- und Mittelsibirien südwärts durch Zentralasien bis zum Himalaya. Sie besiedelt offene Graslandschaften und ist nicht selten in Gewässernähe zu finden. Die Zitronenstelze ist ein Zugvogel, der zum größten Teil auf dem indischen Subkontinent, aber auch in anderen Teilen Südasiens überwintert. Die Art hat ihre westliche Verbreitungsgrenze im Laufe des 20. Jahrhunderts immer weiter in Richtung Mitteleuropa verschoben und seit den 1990er Jahren gibt es hier erste vereinzelte Brutnachweise. Die Zitronenstelze ist nicht bedroht.

## Beschreibung

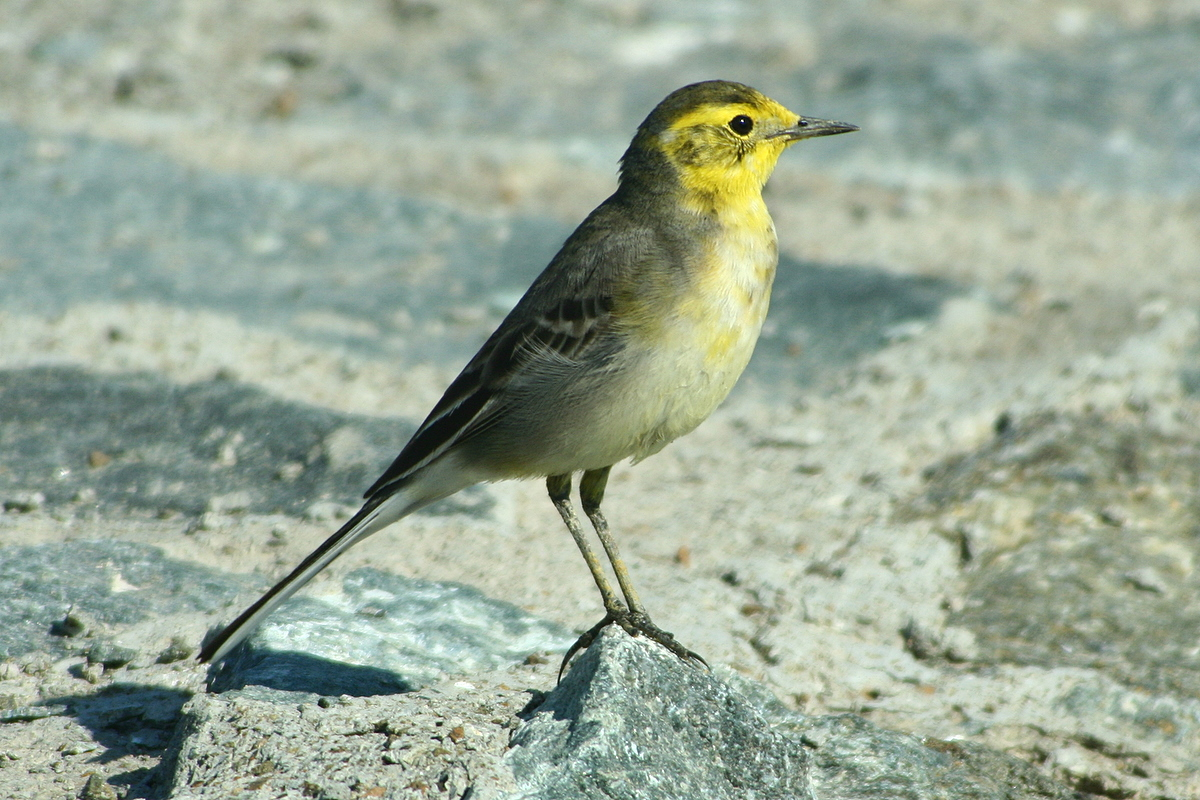
Winterkleid (vermutlich ein Männchen)

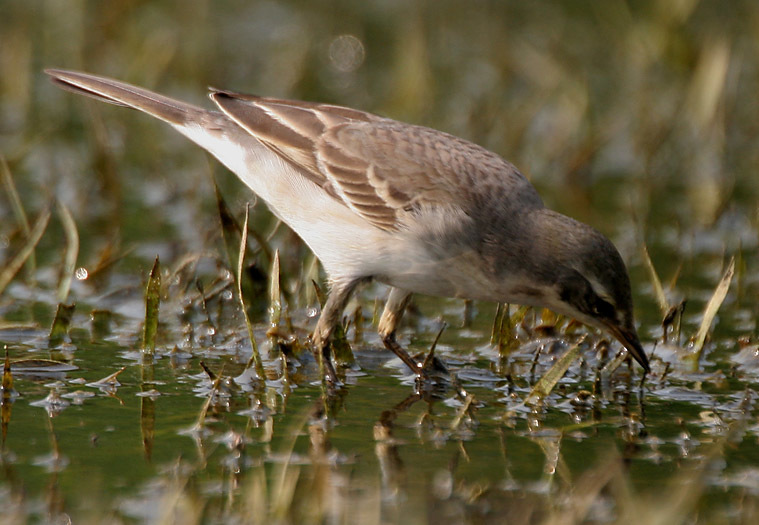
Zitronenstelze im ersten Winter

Die Zitronenstelze ist mit einer Körperlänge von 17–18 cm und einer Schwanzlänge von 6,5–8,0 cm geringfügig größer und etwas langschwänziger als eine Schafstelze. Die Flügellänge liegt zwischen 80 und 90 mm. Der schlanke Schnabel ist zwischen 6 und 19 mm lang, schwärzlich und bisweilen an der unteren Basis grau bis fleischfarben aufgehellt. Füße und Beine sind schwärzlich. Die Iris zeigt bei adulten Vögeln eine dunkelbraune, bei jüngeren Tieren eine graubraune Färbung. Die Geschlechter unterscheiden sich im Sommerkleid relativ deutlich, im Schlichtkleid, das sich vom Sommerkleid des Weibchens kaum unterscheidet, nur geringfügig.
Das Männchen der Nominatform zeigt im Prachtkleid einen lebhaft zitronenfarbenen Kopf. Lediglich bei wenigen Vögeln findet sich auf dem hinteren Scheitel und den Ohrdecken ein grauer Anflug. Die gelbe Färbung setzt sich auf der Unterseite fort und verläuft zu den weißen Unterschwanzdecken hin ins Weißliche. Über den Nacken verläuft ein individuell unterschiedlich ausgedehntes, meist etwa 1 cm breites, schwarzes Band bis zu den Seiten der oberen Brust. Nach oben ist es deutlich abgesetzt, nach unten verläuft es in die mittelgraue Färbung des Rückens. Der Bürzel ist wie die meisten Oberschwanzdecken dunkelgrau, die längsten sind wie die mittleren vier Steuerfederpaare schwärzlich. Diese sind fein weißlich gesäumt, beim vierten findet sich oft ein weißer Endsaum. Die beiden äußeren Paare sind überwiegend weiß und zeigen lediglich an der Basis der Innenfahne etwas dunkelgrau. Das Flügelgefieder ist überwiegend schwarzbraun mit weißen Säumen. Die Randdecken zeigen die gleiche Färbung wie der Rücken. Die großen und mittleren Armdecken weisen schwarzbraune Federzentren und breite weiße Spitzen auf, die zwei auffällige, weiße Flügelbinden bilden. Die Außenfahnen der großen Armdecken sind zudem breit weiß gesäumt. Die schwarzbraunen Schwingen tragen weiße Säume, die auf den Schirmfedern besonders breit sind. Die Unterflügeldecken sind gräulich, die längsten tragen weiße Spitzen. Die weißlichen Basen der Schwingeninnenfahnen bilden auf der Flügelunterseite ein helles Feld.
Beim Weibchen im Sommerkleid sind die gelben Partien weniger farbintensiv als beim Männchen, spielen bisweilen etwas ins Grünliche und vor allem auf der Unterseite ins Weißliche. Die Flanken zeigen eine graue Tönung. Zudem ist ein grauer Scheitel ausgeprägt, der verwaschen auf der Stirn beginnt. Der intensiv gelbe Überaugenstreif umrundet den Hinterrand der Ohrdecken und läuft dann weiter zu den Halsseiten. Die Ohrdecken sind im Zentrum verwaschen gelblich und an den Rändern grau. Das Grau von Nacken und Rücken weist im frischen Gefieder einen grünlichen Anflug auf, der Bürzel ist etwas bräunlicher grau als beim Männchen.
Im Winterkleid sind nur extrem gefärbte Individuen einem Geschlecht zuzuordnen. Die meisten Vögel ähneln den Weibchen im Sommerkleid, bei einigen Männchen sind aber die gelben Partien sehr intensiv gefärbt, bei einigen Weibchen sehr viel blasser als im Sommerkleid.
Das Jugendkleid zeigt große Ähnlichkeit mit dem der Schafstelze, der Überaugenstreif ist jedoch meist breiter, sauberer und zieht sich am hinteren Rand der Ohrdecken bis zu den Halsseiten. Die Oberseite ist braun, die Unterseite bräunlich beige. Ein beiger Überaugenstreif wird gesäumt von einem dunklen Scheitelseitenstreifen, ein heller Bartstreif ist dunkel bräunlich eingefasst und mit einem dunklen Band über die obere Brust verbunden. Die Säume der Flügelfedern sind beige bräunlich gefärbt.
Vögel im ersten Winter ähneln den adulten Vögeln im Winterkleid, es fehlt ihnen aber die gelbe Färbung, so dass sie meist gut von Schafstelzen im ersten Winter unterscheidbar sind. Ein weiteres Merkmal ist die helle, vom Überaugenstreif ausgehende Umrandung der Ohrdecken.

## Stimme
Der Ruf der Zitronenstelze ist ein scharfes, leicht raues tsriep, das härter ist als der entsprechende Ruf der Schafstelze. Als Alarmruf in Nestnähe wird er fortwährend wiederholt. Daneben gibt es einen weicheren Kontaktruf, der als tslie beschrieben wird.
Der Gesang baut auf den arttypischen Rufen auf und fällt individuell recht unterschiedlich aus. Er besteht meist aus kurzen Phrasen, die mit einer harten Silbe beginnen, der zwei oder drei weichere folgen, wie etwa tzschierip tschererrie … tzschierip tschererrie. Dabei gibt es schwatzende, sehr variable sowie auch monotone, rhythmische Varianten in unterschiedlichem Tempo.

## Verbreitung

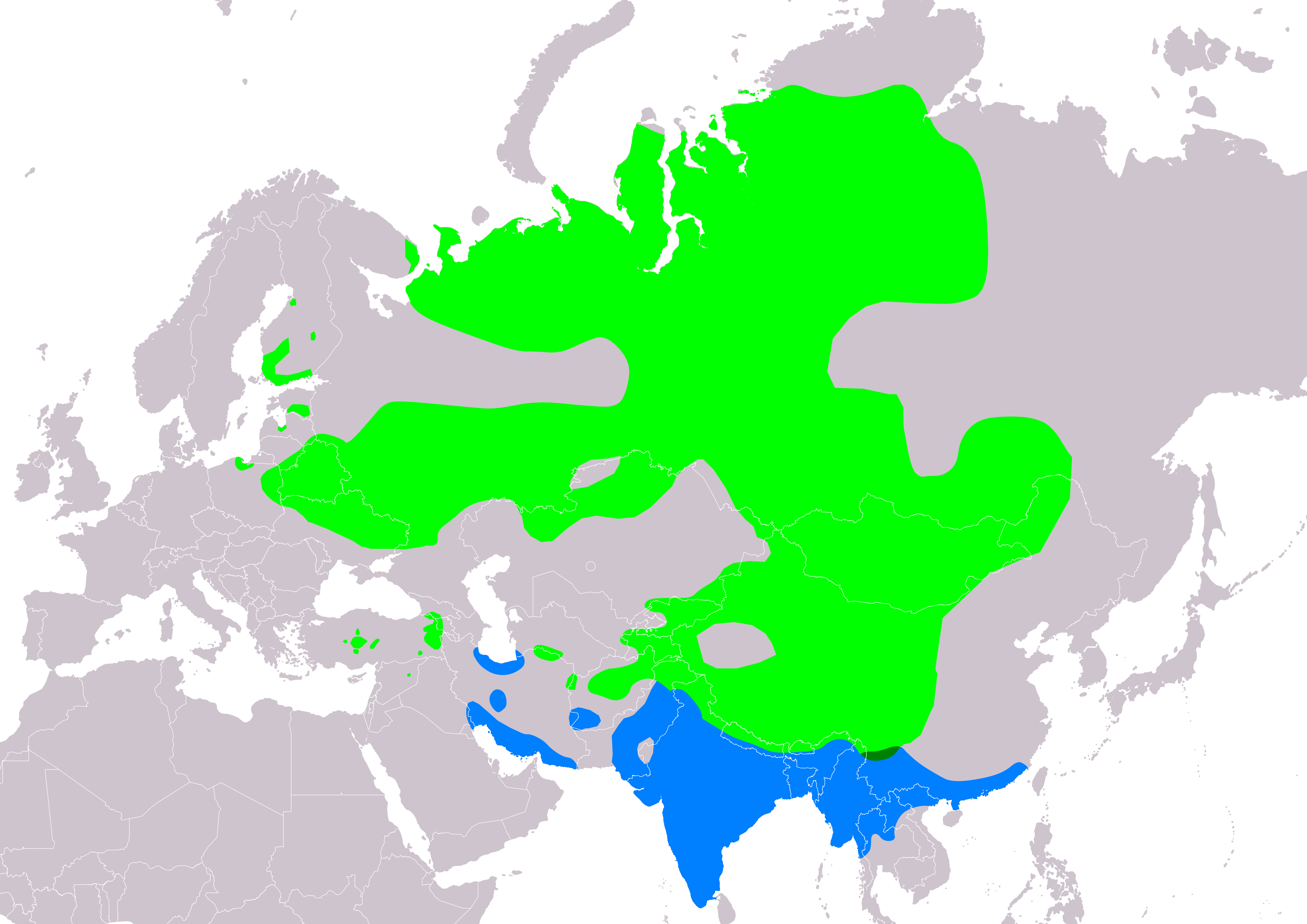
Verbreitung der Zitronenstelze:
Brutgebiete
Ganzjähriges Vorkommen
Überwinterungsgebiete

Die Verbreitung der Zitronenstelze reicht in der russischen Tundra vom Osten der Halbinsel Kola bis zur Chatanga-Mündung, südostwärts davon bis etwa 115° E und am Südrand der Tundraregion zwischen Ob und Angara bis etwa 65° N. Ein südlicher gelegener Teil erstreckt sich vom äußersten Westen Russlands und der Ukraine zwischen 57° und 48° N ostwärts durch die russischen Steppenregionen bis zum Altai und über die Mongolei bis nach Südostsibirien und ins nordwestliche Heilongjiang. Südwärts verläuft die Arealgrenze durch West- und Mittelchina bis in den Norden Yunnans und westwärts durch den Himalaya bis nach Afghanistan zu Pamir und Tian Shan. Ob die beiden großen Teilareale in Süd- und Südostsibirien nahtlos aneinanderstoßen oder keine Verbindung haben, ist umstritten. Möglicherweise sind sie durch Arealausdehnungen in jüngerer Zeit zusammengewachsen. Weitere disjunkte Vorkommen gibt es in Westpakistan sowie aufgrund der Arealausdehnung nach Westen im Nordiran und im Osten der Türkei. Zerstreute Brutvorkommen liegen zudem seit einigen Jahren im Baltikum und in Polen vor. Vereinzelte Brutnachweise gab es in Tschechien, Deutschland, Österreich, Schweden und Finnland.

## Wanderungen
Die Zitronenstelze ist ein Zugvogel, der in Südasien und dort vor allem auf dem indischen Subkontinent überwintert. Die Winterquartiere erstrecken sich von Südchina über den Norden von Vietnam und Laos, das nördliche und mittlere Thailand sowie Myanmar ostwärts über den indischen Subkontinent mit Ausnahme des südöstlichen und südlichen Indiens. Zerstreute Überwinterungsvorkommen gibt es zudem im Iran, wo die Art vor allem an der Nordküste des Persischen Golfs zu finden ist, sowie im Süden und Osten der Arabischen Halbinsel und in Israel. Aufgrund der Arealausdehnungen nach Westen tritt die Art auch in vielen Ländern Europas – vor allem in Großbritannien und Skandinavien – regelmäßig auf. Der Wegzug erfolgt von Mitte August bis Anfang November, der Rückzug ab Februar und hauptsächlich zwischen März und Mai. In den nördlichen Brutgebieten trifft die Art im Mai und Juni ein.

## Geografische Variation
Es wurden bis zu sechs Unterarten beschrieben, von denen zwei bis drei weitgehend anerkannt sind. Sehr deutlich unterscheiden sich die Männchen der beiden Unterarten M. c. citreola und M. c. calcarata im Prachtkleid. Letztere zeichnen sich durch einen schwarzen Rücken aus. Die Unterart werae wird von manchen Autoren citreola zugerechnet und zeigt unter anderem im Brutkleid einen helleren Rücken sowie ein schmaleres schwarzes Nackenband. Oft sind diese Unterschiede aber nur gering ausgeprägt. Die Weibchen variieren im Sommerkleid nur schwach und bei den Winter- und Jugendkleidern ist kein Unterschied ausgeprägt.
- M. c. citreola Pallas, 1776 – Finnland und nördliches Russland ostwärts bis Mittelsibirien, Transbaikalien, Mongolei und nordwestliches Nordostchina
- M. c. werae (Buturlin, 1907) – Baltikum, Polen, Belarus, Ukraine und Südrussland, Kasachstan und Nordwestchina
- M. c. calcarata Hodgson, 1836 – Norden und Osten Irans sowie Afghanistan ostwärts bis Mittelchina und südwärts bis zum Himalaya

## Lebensraum
Die Habitatansprüche der Zitronenstelze ähneln denen der Schafstelze, mit der sie oft an den gleichen Brutplätzen anzutreffen ist, die Art kommt aber darüber hinaus an sehr feuchten und dichter bewachsenen Orten vor. Im Norden ihres Verbreitungsgebiets besiedelt die Zitronenstelze die Strauchtundra aus Zwerg-Birke, Erlen- und Weidengesträuch. In Russland bewohnt die Art Seggenwiesen mit einzelnen Weidenbüschen und Rieselfelder. In den mittelasiatischen Steppengebieten kommt sie häufig auf Überschwemmungsflächen in Seebecken vor, wo sie gerne reich strukturierte, offene Röhrichtbestände annimmt. Die Unterart M. c. calcarata findet man auf alpinen Matten, im Feuchtgrünland und im Hochland von Tibet in feuchten Talsohlen in Ackerbaugebieten sowie in sumpfigen Stellen der Hochsteppen. Die Höhenverbreitung reicht auf bis zu 5000 Meter im Himalaya.
Auf dem Zug findet man die Art stärker als die Schafstelze in Uferbiotopen und Feuchtgebieten.

## Nahrung
Auch die Ernährungsweise und das Nahrungsspektrum ähneln denen der Schafstelze. Letzteres besteht vorwiegend aus Insekten und anderen Arthropoden, kleinen Schnecken und Würmern. Da die Zitronenstelze jedoch kaum Insekten in Flugjagd erbeutet, fällt der für die Schafstelze typische, recht große Anteil an kleinen Dipteren geringer aus. Auch terrestrische Formen werden weit seltener erbeutet, da die Zitronenstelze ihre Nahrung vorwiegend auf feuchten Flächen und watend im flachen Wasser sucht, in das auch der Kopf bisweilen eingetaucht wird. Entsprechend hoch ist der Nahrungsanteil an aquatisch lebenden Insektenlarven, Würmern und Wasserflöhen. Im Unterschied zur Schafstelze wird die Nahrung zur Brutzeit nicht nur in Nestnähe gesucht, sondern meist 100–200 m entfernt liegende Nassflächen aufgesucht. In der Nähe von Vieh ist die Art kaum zu finden.

## Fortpflanzung

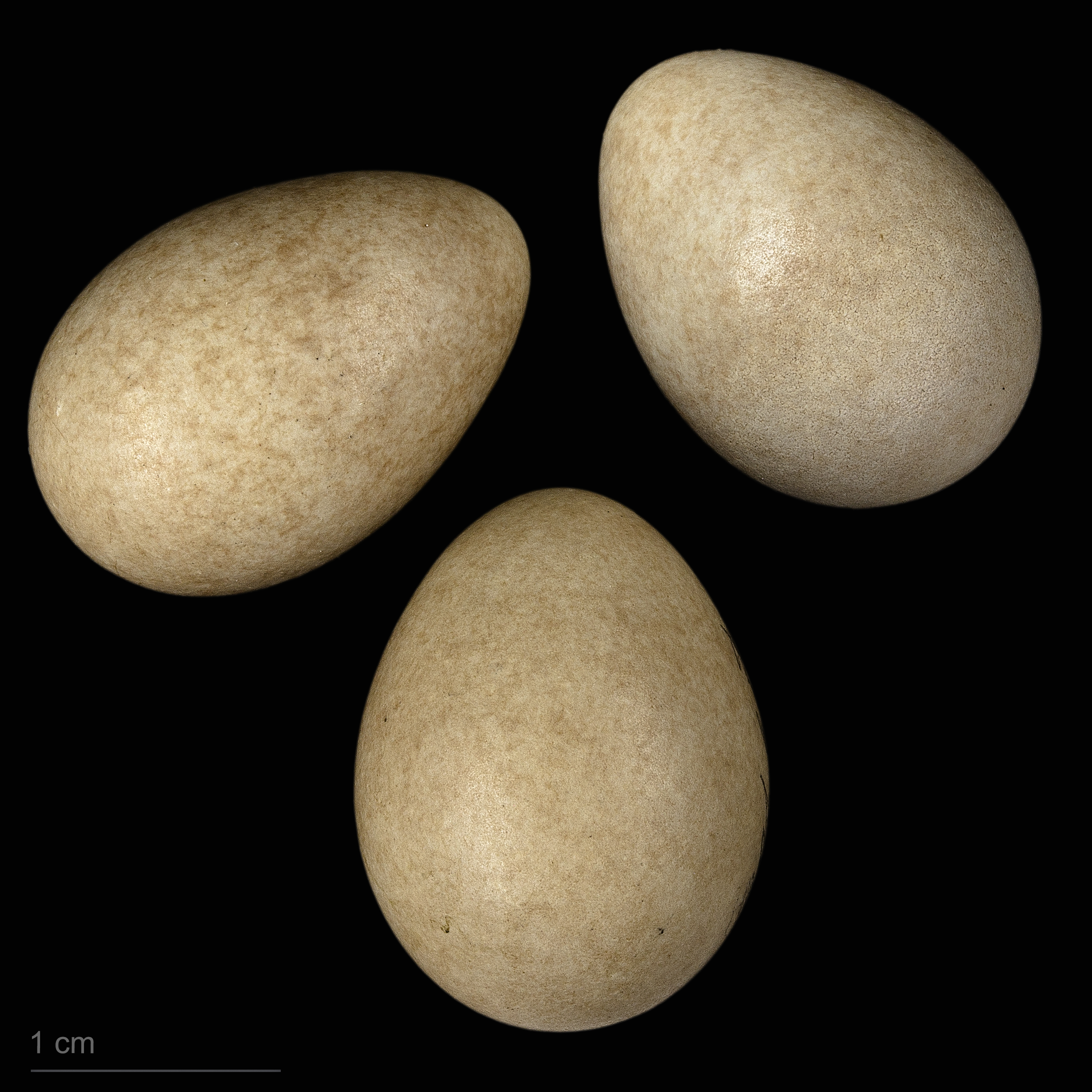
Motacilla citreola citreola, Sammlung Museum von Toulouse

Die Brutzeit beginnt im Norden des Verbreitungsgebiets zwischen Mitte Mai und Ende Juni, im Süden zwischen Ende April und Anfang Mai. Meist findet eine Jahresbrut statt, gelegentlich auch eine zweite. Wie die Schafstelze nistet die Zitronenstelze oft in lockeren Kolonien, deren Nestabstand zwischen 13,5 und 64,0 m liegt. Das Nest wird an meist feuchten bis staunassen Standorten in Altschilf oder Seggenhorsten errichtet. Der ordentlich gebaute Napf aus feinen Grashalmen wird in südlichen Regionen kaum ausgekleidet, in der Tundra jedoch gut mit Tierhaaren und Federn gepolstert. Er misst 11–13 cm im Durchmesser und ist 5–8 mm hoch. Die 5,5–8,0 cm breite Mulde ist 3–4 cm tief. Das Gelege besteht aus 4–5, seltener 6 rundovalen, schwach glänzenden Eiern, die auf beigem oder gräulichem Grund so fein grau oder hellbraun gesprenkelt sind, dass sie einfarbig wirken. Sie sind 19,5 × 14,5 mm groß. Die Brutdauer beträgt meist um 14 Tage, die Nestlingsdauer liegt zwischen 13 und 15 Tagen.

## Bestandsentwicklung
Während es bei den nördlichen Vorkommen seit dem Jahr 1900 offenbar kaum Bestandsveränderungen gab, hat sich die Arealgrenze der Verbreitung im gemäßigten Russland in der zweiten Hälfte des 20. Jahrhunderts kontinuierlich nach Westen verschoben. 1930 verlief sie noch entlang der Städte Nischni Nowgorod, Rjasan, Tambow und Pensa etwa 300–400 km östlich von Moskau, in den 1950er Jahren etablierte sich die Art dort als Brutvogel. Um 1970 erreichte sie die Nordostgrenze der Ukraine, 1976 gab es dort die ersten Brutnachweise. Die baltischen Staaten wurden zwischen 1987 und 1993 erschlossen und Nordpolen in den 1990er Jahren besiedelt. Eine Arealausdehnung ist zudem seit etwa 1995 in der Türkei spürbar gewesen. Seither gab es zahlreiche, vereinzelte Brutnachweise in Mittel- und Nordeuropa.
Der Weltbestand wird grob auf 3–30 Mio. adulte Individuen geschätzt. Die Art ist laut IUCN nicht bedroht („least concern“).